# Michael Rohde (football)
Cet article concerne le footballeur. Pour le botaniste, voir Michael Rohde. Pour le joueur d'échecs, voir Michael Rohde (joueur d'échecs).
Michael Rohde (né le 3 mars 1894 à Copenhague - mort le 5 février 1979 à Copenhague) était un footballeur danois au poste d'attaquant.

## Biographie
Il a joué 40 matches et marqué 22 buts en équipe du Danemark. Il a notamment disputé les Jeux olympiques de 1920 où le Danemark a été éliminé au premier tour par l'Espagne (1-0).
Rohde n'a connu qu'un seul club, le B 93 Copenhague, pour lequel il a marqué 254 buts en 252 matches entre 1911 et 1933. Il a remporté trois titres de champion du Danemark en 1916, 1929 et 1930.